# Sant Cristòu (Isèra)
Sant Cristòu (en francès Saint-Christophe-en-Oisans) és un municipi francès situat al departament de la Isèra i a la regió d'Alvèrnia-Roine-Alps. L'any 2007 tenia 134 habitants.

## Demografia

### Població
El 2007 la població de fet de Saint-Christophe-en-Oisans era de 134 persones. Hi havia 68 famílies de les quals 40 eren unipersonals (32 homes vivint sols i 8 dones vivint soles), 16 parelles sense fills, 4 parelles amb fills i 8 famílies monoparentals amb fills.
La població ha evolucionat segons el següent gràfic:
Habitants censats

### Habitatges
El 2007 hi havia 210 habitatges, 75 eren l'habitatge principal de la família, 130 eren segones residències i 5 estaven desocupats. 159 eren cases i 33 eren apartaments. Dels 75 habitatges principals, 60 estaven ocupats pels seus propietaris, 7 estaven llogats i ocupats pels llogaters i 8 estaven cedits a títol gratuït; 4 tenien una cambra, 22 en tenien dues, 20 en tenien tres, 18 en tenien quatre i 11 en tenien cinc o més. 34 habitatges disposaven pel capbaix d'una plaça de pàrquing. A 54 habitatges hi havia un automòbil i a 16 n'hi havia dos o més.

### Piràmide de població
La piràmide de població per edats i sexe el 2009 era:
| Homes | Edats   | Dones |
| ----- | ------- | ----- |
| 0     | 95 o +  | 0     |
| 0     | 90 a 94 | 0     |
| 0     | 85 a 89 | 0     |
| 0     | 80 a 84 | 0     |
| 8     | 75 a 79 | 4     |
| 4     | 70 a 74 | 8     |
| 0     | 65 a 69 | 4     |
| 12    | 60 a 64 | 0     |
| 4     | 55 a 59 | 4     |
| 4     | 50 a 54 | 4     |
| 8     | 45 a 49 | 8     |
| 4     | 40 a 44 | 0     |
| 0     | 35 a 39 | 8     |
| 8     | 30 a 34 | 0     |
| 4     | 25 a 29 | 8     |
| 4     | 20 a 24 | 0     |
| 8     | 15 a 19 | 0     |
| 4     | 10 a 14 | 0     |
| 0     | 5 a 9   | 0     |
| 0     | 0 a 4   | 0     |

## Economia
El 2007 la població en edat de treballar era de 86 persones, 65 eren actives i 21 eren inactives. De les 65 persones actives 64 estaven ocupades (39 homes i 25 dones) i 1 aturada (1 home). De les 21 persones inactives 10 estaven jubilades, 4 estaven estudiant i 7 estaven classificades com a «altres inactius».

### Ingressos
El 2009 a Saint-Christophe-en-Oisans hi havia 26 unitats fiscals que integraven 38 persones, la mediana anual d'ingressos fiscals per persona era de 23.113 €.

### Activitats econòmiques
Dels 26 establiments que hi havia el 2007, 1 era d'una empresa extractiva, 1 d'una empresa de construcció, 20 d'empreses d'hostatgeria i restauració, 1 d'una empresa d'informació i comunicació, 2 d'empreses immobiliàries i 1 d'una entitat de l'administració pública.
Els 5 serveis als particulars que hi havia el 2009 eren restaurants.
L'any 2000 a Saint-Christophe-en-Oisans hi havia 3 explotacions agrícoles.

## Poblacions més properes
El següent diagrama mostra les poblacions més properes.